# سلیم ابلق
سلیم ابلق (نام علمی: Vanellus cayanus) که گاهی با نام خروس‌کلی ابلق نیز شناخته می‌شود، یک گونه از پرندگان خانوادهٔ سَلیمان است. بر پایهٔ آی‌یوسی‌ان این پرنده کمترین نگرانی است و در شمال آمریکای جنوبی یافت می‌شود. نام گونه cayanus به Cayenne، پایتخت گویان فرانسه، اشاره دارد، جایی که می‌توان سلیم ابلق را پیدا کرد.